# Kathedrale von Lucera

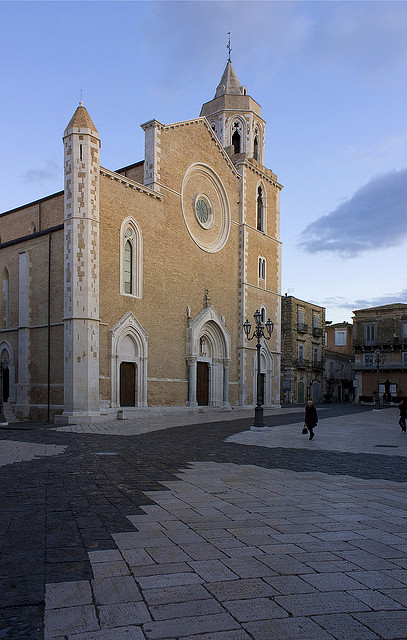
Westfassade zur Piazza del Duomo

Santa Maria Assunta ist die Kathedrale des Bistums Lucera-Troia im apulischen Lucera und stammt in der heutigen Form größtenteils aus dem 14. Jahrhundert. Sie hat den Rang einer Basilica minor und ist eine der sehr seltenen Bauten in Apulien, in denen sich der gotische Baustil der damals französischen Herrscher Apuliens fast unverändert zeigt.

## Lage und Namensgebung
Die Kirche liegt in der historischen Innenstadt von Lucera an der nach ihr benannten kleinen Piazza del Duomo. Ihren Namen hat sie von einer aus dunklem Holz geschnitzten und vergoldeten Marienstatue aus dem späten 14. Jahrhundert. Die Figur hat auch den Beinamen Madonna della vittoria, weil sie an den Sieg des Hauses Anjou über die Staufer in Süditalien erinnern soll.

## Entstehungs- und Baugeschichte
Die heutige Kirche steht an der Stelle eines älteren Gotteshauses, das unter Kaiser Friedrich II. in eine Moschee umgewandelt wurde. Das wurde notwendig, weil die von ihm im benachbarten Kastell Lucera aus Sizilien hier angesiedelten Sarazenen dem islamischen Glauben anhingen. Aus den Sarazenen formierte Friedrich auch seine Leibgarde.
Nach der Ermordung oder Versklavung der Sarazenen 1300 unter Karl II. von Anjou wurde auch die Moschee zerstört. Karl II. gab den Auftrag, an dieser Stelle die heutige Kirche zu errichten, sein ausführender Baumeister war wahrscheinlich Pierre d’Agincourt. Der Bau war bis 1317 abgeschlossen. Er ist die südlichste gotische Backsteinkirche Italiens und eines der nicht sehr zahlreichen Werke des Gotico Angioiano außerhalb der Stadt Neapel.
Im 16. und 17. Jahrhundert wurde die Kirche im Inneren nach dem Geschmack des Barock umgestaltet; diese Änderungen wurden im 19. Jahrhundert teilweise entfernt. Papst Gregor XVI. erhob die Kirche 1834 in den Rang der Basilica minor.

## Fassade
Die asymmetrische Fassade ist dreigeteilt. Noch aus dem 14. Jahrhundert stammt der linke und mittlere Teil der Fassade. Sie ist sehr schlicht gehalten, oberhalb des linken Seitenportals durchbricht lediglich ein Spitzbogenfenster die Wandfläche, im Zentrum des oberen Teils der mittleren Fassade ist ein großes Rundbogenfenster eingefügt, eine Rosette wurde – eher untypisch für große apulische Sakralbauwerke – nicht eingefügt. Der rechte Teil der Fassade wird von einem, obgleich später erbaut, romanisch anmutenden Turm gebildet, insbesondere wegen der Mono- und Biforien. Die aufgesetzte oktogonale Laterne entstammt erst dem 16. Jahrhundert. Wenn auch die Fassade insgesamt eher einfach gehalten ist, sind doch die figürlichen Darstellungen an den Portalen durchaus fein gearbeitet.

## Inneres und Ausstattung
Das Innere der Kirche ist eine an der französischen Kathedralgotik orientierte Basilika, sie hat daher über einem lateinischen Kreuz als Grundriss drei Kirchenschiffe mit einem erhöhten Mittelschiff.
Einen deutlichen Hinweis auf die Hand der französischen Baumeister geben die Spitzbogenarkaden des breiten Mittelschiffs wie auch die Pfeiler, auf denen diese ruhen. Die den Pfeilern vorgestellten Halbsäulen sind noch antiker Herkunft. Die Hochwände des Langhauses werden lediglich von sehr kleinen Lanzettfenstern durchbrochen.
Das Querhaus ist von erheblicher Tiefe, Lanzettfenster finden auch Verwendung im Chor. Daran anschließend ist die Kirche mit drei Apsiden im östlichen Teil gestaltet. Die Figur der Patronin befindet sich am Altar des linken Querhausarms.
Von Beachtung sind insbesondere die Fresken der linken Apsis aus dem 15. Jahrhundert sowie die Ausstattung der rechten Apsis. Sie enthält ein aus dem Rheinland stammendes Kruzifix aus dem 14. Jahrhundert, etwa um 1340 geschaffen, sowie ein Grabdenkmal eines französischen Ritters, ebenfalls aus dem 14. Jahrhundert.
Die Kanzel stammt aus dem Jahr 1560.
Von kunst- und allgemeingeschichtlichem Interesse ist der steinerne Tisch, der heute den Hauptaltar bildet. Die Platte wie auch die sie tragenden achteckigen, von verschiedenen Kapitellen überfangenen Säulen waren ursprünglich ein Tisch im Castel Fiorentino, in dem Kaiser Friedrich II. 1250 starb.